# 伊平屋酒造
伊平屋酒造所（いへやしゅぞうしょ、英: Iheya Distillery）は、沖縄県の最北端の離島である伊平屋島にある、山間と水田に囲まれた島唯一の泡盛蒸留所である。

## 概要
山々から湧き出る豊かな水と気候が生み出す「照島」が人気で、優しくもふくよかで米感・焦げ感を感じられる味わいが特徴。古くから稲作が盛んな島であり、地元伊平屋島で生産された米「ちゅらひかり（ジャポニカ米）」や県産長粒種米「北陸193号（インディカ米・長粒種米・タイ米）」、琉球泡盛用長粒種米「夏至南風（インディカ米・長粒種米・タイ米）」を使用し、それぞれの特性を生かした酒造りを行っている。先代の急逝後は30代の若手メンバーで酒造所を引き継ぎ、代々受け継いだ酒造りをさらに深掘りして新たな泡盛造りにも挑戦中。

## 歴史
1948年に島の有志23名により組合として設立。当初は簡易的な蒸留施設だったため、伊平屋島内限定販売の酒造免許であった。先々代の保久村昌弘は1960年から組合に所属し、製造の中心的役割を務める。
1972年の本土復帰に伴い、島外販売も可能となる包括的な酒造免許に切り替わった。本土復帰及び島外販売開始に伴い事業拡大が必要となったため、1974年より保久村家が組合から経営を引き継ぎ、現在の伊平屋酒造所となった。
2019年、工場長兼海人であった保久村昌章（先代）が代表となる。
2022年、先代の死去にともない法人化し、株式会社伊平屋酒造所となり先代の配偶者であった保久村政代と伊平屋島の琉球泡盛テロワールプロジェクトのプロジェクトマネージャーであった竹本進之介が2名体制の共同代表となった。

## 取り組み
- 2008年（平成20年）より島で生産されている米での泡盛造りに挑戦開始。
- 2019年（平成31年）より琉球泡盛テロワールプロジェクトを開始[2]。伊平屋島にて泡盛用の長粒種米（インディカ米）の生産開始。伊平屋島産長粒種米を使用した泡盛造りに力を入れる。
- 2023年（令和5年）[3]本土復帰50周年事業で伊平屋村が設置落成させた、北緯27度線モニュメント事業に連動して、業界初のタイ米を原料とした泡盛とジャポニカ米を原料とした泡盛のブレンドで27度の琉球泡盛『北緯27度線』を開発。

## 島と酒造所について
伊平屋島は沖縄県では珍しく地殻に押し出された紀元前3億年以前の地層からなる山があり、そこから湧き出る豊かな水と安定した気温が稲作、そして泡盛造りに適しており酒造所の発展に繋がった。